# 西烏克蘭

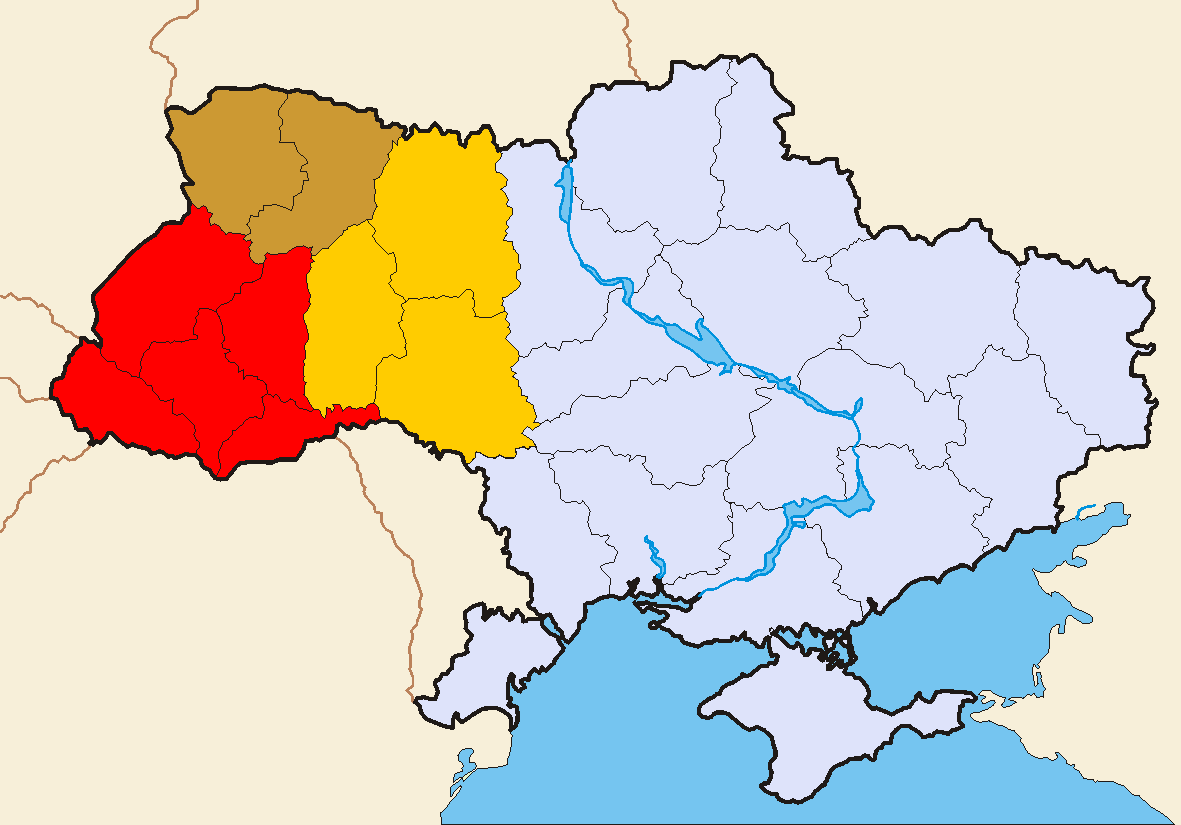
西烏克蘭定義
狹義定義
通常定義
廣義定義

西烏克蘭（烏克蘭語：Західна Україна）是一個地理區域，指烏克蘭的西部，西烏克蘭包括了多個歷史地區，如加利西亞、沃里尼亞、波多利亚、波庫蒂亞。這一地區在第一次世界大戰前屬於奧匈帝國，在戰間期屬於波蘭第二共和國，二戰後至蘇聯解體成為蘇聯的一部分。西烏克蘭的歷史與文化和烏克蘭其它地方有很大差異。

## 烏西與烏克蘭其他地區的文化差異
烏克蘭語是烏西地區的主要語言。在烏克蘭蘇維埃社會主義共和國時期，學校裡的俄語教學是強制性的，但現在則以烏克蘭語為教學語言，也提供俄語和其他少數民族語言的課程。
在宗教方面，與烏克蘭其他地區一樣，烏西多數信徒信奉基督教的拜占庭宗派（東正教），宗教作用在社會中的堅定信仰非常顯著，信徒的忠誠度具有社會的關鍵作用。但烏西的宗教勢力與烏克蘭其他地區有顯著的差異：
在烏克蘭西部以外的地區，最具影響力的教會是烏克蘭正教會 (莫斯科宗主教聖統)；但在烏西地區，烏克蘭正教會（基輔宗主教區）和烏克蘭自治東正教教會的影響力則相對大得多。特別是在加利西亞的各省，烏克蘭希臘禮天主教會擁有龐大的追隨群眾及財產。該地區教會牧師的孩子經常也會成為牧師，並在其社會群體中成婚立家，形成一個緊密結合的社會世襲制度。
根據調查，烏西地區對俄語和斯大林有較多的“負面看法”，對烏克蘭民族主義則有“積極看法”，區內選民中支持烏克蘭獨立的比例較高。在1991年烏克蘭獨立公投統計中，其比例高於全國其他地區。
基輔國際社會學研究所於2014年2月的一項民意調查顯示：只有0.7%的烏克蘭西部受訪者認為“烏克蘭和俄羅斯必須統一成為一個國家”。在烏克蘭全國的範圍內，此一比例為12.5%。
在選舉期間，烏西地區的選民主要投票給本土性政黨（“我們的烏克蘭”Batkivshchyna）和親西方總統候選人。其中加利西亞是最親西方及烏克蘭民族主義最盛行的地區。
2014年俄烏戰爭中，如烏克蘭思想家安德烈·克考夫在英國廣播公司新聞網BBC新聞在線節目所述：“如果烏克蘭沒有西部地區，這個國家只會成為另一個白俄羅斯。但在德蘇互不侵犯條約下，加利西亞和布科維納成為烏克蘭蘇維埃社會主義共和國的一部分，為烏克蘭帶來了叛逆以及自由的精神。”